# Конферансье

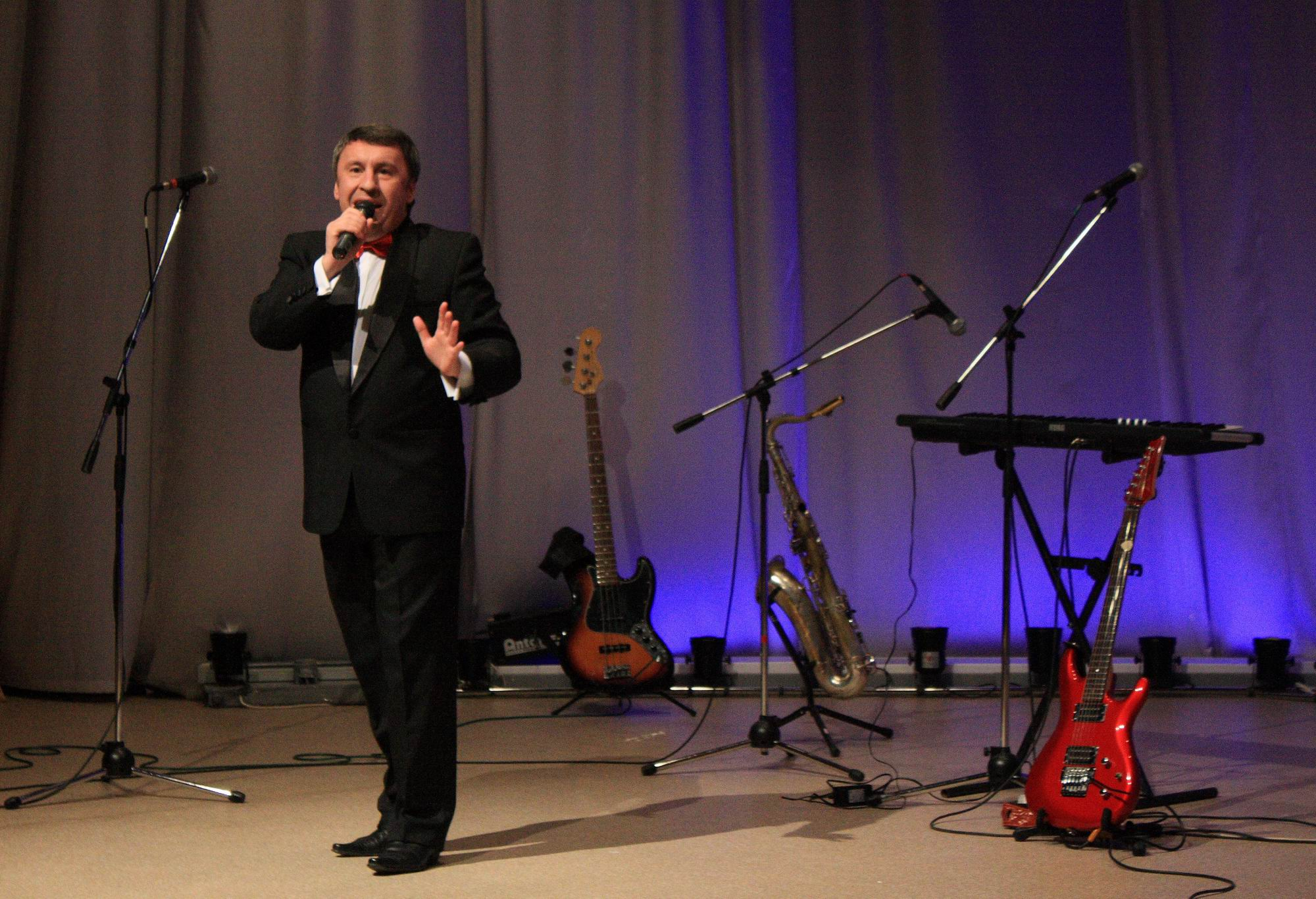
Конферансье

Конферансье́ (от фр. conférencier — «докладчик») — эстрадный артист, объявляющий концертные номера и выступающий в промежутках между ними. Задача конферансье — не просто заполнить паузу между выступлениями артистов, а связать их выступления в единое действо. Искусство конферанса требует от исполнителя обаяния, остроумия, хорошей памяти и дикции, умения импровизировать, умения общаться с аудиторией. Конферанс считается одним из наиболее сложных речевых жанров.
Впервые конферансье появились в 60-е годы XIX века в парижских кафешантанах и кабаре. В России первые профессиональные конферансье появились в 1910-х годах.
В 1946 году Московский театр кукол выпустил спектакль «Необыкновенный концерт», где роль конферансье исполнял кукла-персонаж Эдуард Апломбов. Внешний облик куклы, её мимика, движения на сцене, реплики, шутки, монологи в совокупности являлись удачной пародией на тех конферансье, которым был присущ низкий художественный исполнительский уровень.
Долгое время куклу с блестящим мастерством на нескольких языках озвучивал артист Зиновий Гердт, что в значительной степени способствовало успеху спектакля.